# Петровський Полтавський кадетський корпус
Петровський Полтавський кадетський корпус — за часів Російської імперії був найстарішим та найпрестижнішим кадетським навчальним закладом на теренах сучасної України. Знаходився у Полтаві з 1840 по 1918 роки. Надалі, до 1995 року, будівлю було перепрофільовано для ПВЗРККУ.

## Історія
Ініціатива відкрити кадетський корпус у Полтаві належить подружжю князя Миколи та княгині Варвари Рєпніних-Волконських. Указ про заснування корпусу в Полтаві вийшов 1 лютого 1830 року. Згідно з наступним наказом від 5 січня 1836-го заклад мав отримати назву «Петровського» на честь Петра I та його перемоги у Полтавській битві. До навчання в корпусі окрім Полтавської і Чернігівської, як нащадків козацтва генерал-губернаторства, мали бути зараховані також вихідці Катеринославської і Харківської губерній, а їх дворянство мало натомість фінансово підтримувати заклад.

### Організація

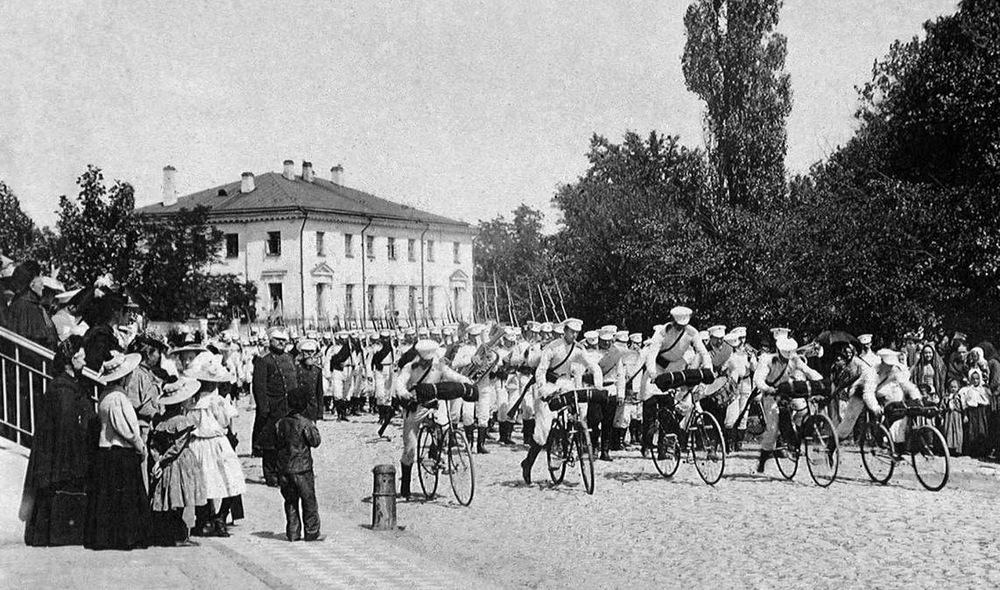
Кадети Полтавського корпусу крокують на вишкіл. 1900 р.

Відкриття, у присутності генерал-губернатора та інших поважних осіб, відбулося 6 грудня 1840 року. Набір із 36 кадетів приступив до навчання з 17-го числа. Від 9 травня 1841 р. корпус закріплений за Західним округом. У 1844 році налічувалося 400 кадетів (часом їх кількість досягала 500 і більше чоловік).
Для всіх корпусів ще в 1836 р. був введений єдиний навчальний план та встановлено загальний порядок організації. Всі предмети ділилися на три курси: підготовчий (1 рік), загальний (5 років) та спеціальний (3 роки). Три старші курси складали роту. У строю корпус складав батальйон із 4-х рот: гренадерської, двох мушкетних та неранжированої. З двохрівневого поділу корпусів Полтавський відносився до першої групи — себто безпосередньо готував офіцерів у той час як наприклад Володимирський Київський (з корпусів 2-ї групи, що мали п'ятирічний загальний курс) для продовження навчання переводив вихованців у корпуси першого класу. Приймалися виключно діти офіцерів та дворян.
У навчальному процесі поряд із загальноосвітніми предметами вивчали спеціальні дисципліни. До позакласних дисциплін відносилися: стройове навчання, фізкультура, фехтування, плавання, музика, співи й танці. Навички верхової їзди кадети відпрацьовували на території кінної бази в Жуках.
Такий поділ існував до 1856 року. Поразка Росії в Кримській війні порушила питання про якісне поліпшення навчально-виховної роботи в кадетських корпусах. Корінні перетворення в цій сфері пов'язані з діяльністю військового міністра Д. А. Мілютіна (1862—1881 рр.). У зв'язку з реформою, що проводилася під його керівництвом, кадетські корпуси у 1865 році, перейменовано на військові гімназії, вони стають підготовчими закладами до військових училищ. Також проводиться лібералізація навчального процесу. З середини 1850-х проведено ряд змін у правилах прийому та випуску з корпусів. У 1857 р. дворічні спеціальні класи відкриті у всіх кадетських корпусах, і вони стали випускати вихованців безпосередньо на військову службу, а найкращих — переводити в третій клас Костянтинівського кадетського корпусу.
На відміну від решти проросійськи налаштованих кадетських корпусів, розміщених на території сучасної України, у полтавському ка дети виховувалися на творчості Миколи Гоголя , Івана Котляревського, Дмитра Бортнянського, Миколи Лисенка та багатьох інших українських митців. Практично всі полтавські кадети знали українську мову, у корпусі досить часто ставили українські вистави та співали українські пісні.
В 1882 році знову відновлено як кадетський корпус.

### Викладачі

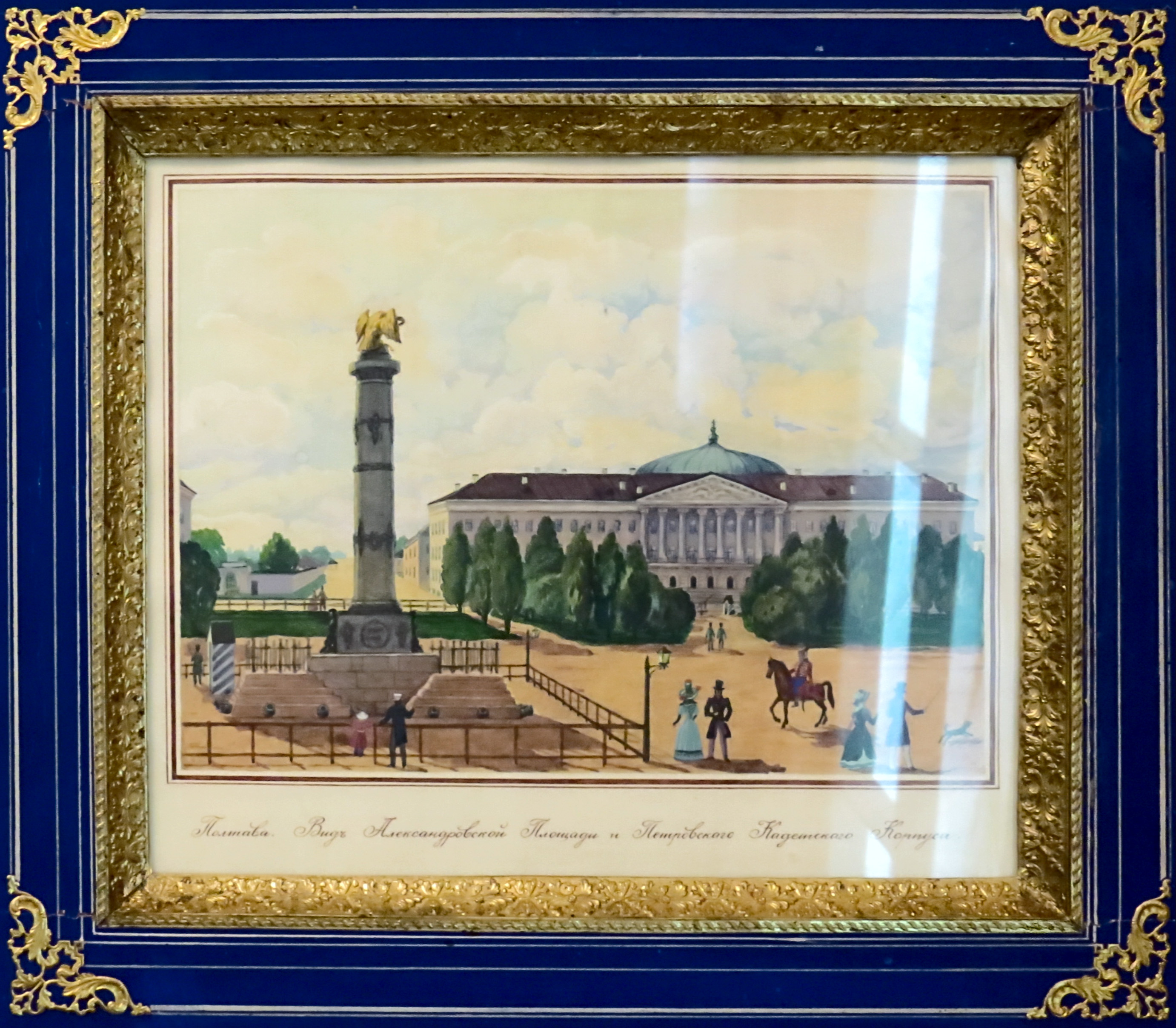
Вид на Полтавський кадетський корпус (XIX ст.).

Серед викладачів і вихованців Полтавського кадетського корпусу було багато діячів науки і культури, громадських діячів. Зокрема, у 1865—1885 роках директором гімназії, а потім корпусу був вчений математик, автор наукових праць і підручників з арифметики, геометрії, тригонометрії і педагогіки Франц Симашко; викладачами російської мови — перший редактор неофіційної частини «Полтавских губернских ведомостей», автор «Памятной книжки Полтавской губернии за 1865 год» Павло Бодянський, автор книги «Полтавская епархия в её прошлом и настоящем» Панас Грановський; викладачем історії у 1846—1864 працював український громадський і культурний діяч, педагог Дмитро Пильчиков. У 1874—1919 роках викладачем історії в Полтавському кадетському корпусі був український історик-архівіст Іван Павловський. У 1903—1917 роках він працював секретарем Полтавської вченої архівної комісії. У 1848—1885 рр. малювання викладав художник-портретист Іван Зайцев, автор ряду творів, пов'язаних тематично з Полтавою, окремі полотна зберігаються в Полтавському художньому музеї, у 1875—1907 роках — художник Василь Волков, громадський діяч — Шиманів Андрій.

## Архітектура споруди
Головний корпусний будинок зведено у 1835—1840 роках у стилі пізнього класицизму під керівництвом архітектора Миколи Бонч-Бруєвича. Займає північно-західну ділянку Круглої площі, котра спочатку відводилася для чоловічої гімназії. Найбільший серед споруд ансамблю (довжина головного фасаду — 132 метри). Мурований, триповерховий, Т-подібного планування. Вісь симетрії головного фасаду акцентовано восьмиколонним портиком римодоричного ордеру, який спирається на рустовану аркаду 1-го поверху. Увінчаний трикутним фронтоном. До центрального входу ведуть сходи та два прямих пандуси, які розташовані обабіч, вздовж фасаду. Первісно будинок не був потинькований і важливу роль у створенні суворого монументального образу відігравав контраст червоних цегляних стін і побілених деталей.

## Відомі випускники
Серед випускників Полтавського кадетського корпусу було багато учасників Кримської (1853—1855), російсько-турецької (1877—1878) та російсько-японської воєн (1904—1905), у тому числі — інженер-полковник, герой оборони Порт-Артура Сергій Рашевський, який загинув на форті № 11 разом із генералом Р. І. Кондратенком. У Полтавському кадетському корпусі навчалися: генерал Микола Холодовський, генерал, український художник Микола Ярошенко, українські художники Михайло Холодовський та Микола Бутович, композитор і диригент Микола Казанлі (автор опери «Міранда», «Симфонії», оркестрової балади «Ленора»), український музичний діяч, скрипаль-соліст, організатор симфонічного оркестру в Полтаві і Полтавському музичному училищі Дмитро Ахшарумов; електротехнік і метеоролог Філадельф Величко, керівник повстання саперів у 1905 році у Києві поручик Борис Жаданівський; професор М. П. Потоцький; автор підручників з артилерії, історії артилерії, генерал-майор Олексій Пащенко, учасник російсько-японської війни 1904—1905 років, один із піонерів вітчизняного повітроплавання В. Л. Ельяшевич, генерал-майор Михайло Домонтович (батько радянського дипломата Олександри Коллонтай), зоолог Є. Л. Шестопьоров та інші непересічні особистості.
- Абаза Костянтин Костянтинович, військовий історик, письменник і педагог.
- Ахшарумов Дмитро Володимирович, скрипаль, диригент, педагог.
- Балясний Василь Олександрович, фізик, астроном, громадський діяч, редактор газети «Полтавський вісник».
- Безкровний Олександр Олексійович, генерал-значковий Армії Української Держави.
- Березовський Олександр Іванович, генерал-значковий Армії Української Держави.
- Бобровський Борис Павлович, генерал-поручник Армії Української Народної Республіки.
- Бобровський Павло Павлович, військовик, контррозвідник, мандрівник, благодійник, засновник міжнародного народознавчого відділу Природничо-історичного музею.
- Бутович Микола Григорович, живописець, графік, письменник-мемуарист, автор епіграм; старшина Армії Української Народної Республіки.
- Бутовський Олексій Дмитрович, один із засновників та член МОК, спортивний функціонер.
- Бутовський Микола Дмитрович, теоретик і практик військового навчання та виховання, відомий публіцист.
- Величко Філадельф Кирилович, електротехнік і метеоролог.
- Гернгросс Борис Володимирович — генеральний хорунжий армії Української Держави.
- Данилевський Іван Костянтинович, полковник Армії УНР.
- Домонтович Михайло Олексійович, генерал від інфантерії, військовий історик.
- Дядюша Сергій Іванович, генерал-поручник Армії УНР.
- Казанлі Микола Іванович, композитор і диригент.
- Лукомський Олександр Сергійович, діяч Білого руху, мемуарист.
- Малама Яків Дмитрович, наказний отаман Кубанського козацького війська.
- Нуджевський Митрофан Єфимович — генерал-майор Російської Імператорської Армії, український військовий і громадсько-політичний діяч, ініцатор відродження українського козацтва.
- Пащенко Василь Григорович, визначний військовий діяч Російської імперії, генерал-лейтенант, генеральний значковий Армії Української Держави.
- Пащенко Олексій Григорович, генерал-майор артилерії.
- Потоцький Павло Платонович, військовий історик, громадський та культурний діяч, меценат, засновник історико-мистецької колекції «Музей України».
- Рашевський Сергій Олександрович, інженер-полковник, герой оборони Порт-Артура.
- Романовський Микола Олександрович, генерал РІА та УД.
- Середин Костянтин Хризанфович — генеральний хорунжий армії Української Держави.
- Сливинський Олександр Володимирович, полковник Армії УНР та Української Держави.
- Федоровський Микола Федорович, генерал-майор, український громадський діяч і меценат.
- Холодовський Микола Іванович, генерал-лейтенант, генерал від артилерії.
- Холодовський Михайло Іванович, пейзажист, художник.
- Чижевський Павло Іванович, громадсько-політичний та державний діяч, публіцист.
- Ярошенко Микола Олександрович, маляр-жанрист, за званням генерал-майор.

та багато інших.

## Після 1917 року

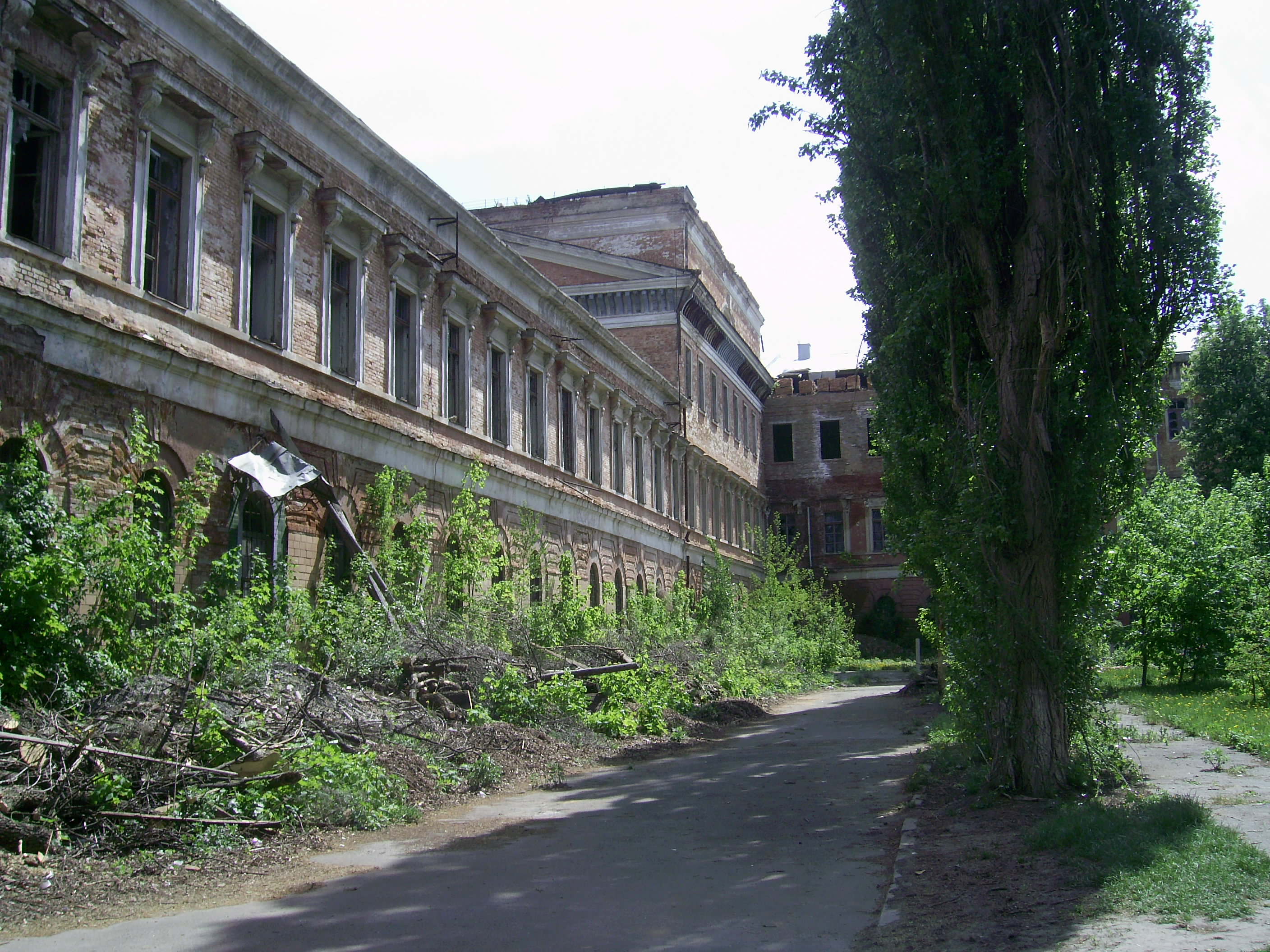
Вид на Полтавський кадетський корпус 2012.

Після перевороту, під час правління Скоропадського, корпус діяв як навчальний військовий заклад Української Держави, рівно як й значна частина офіцерського складу армії Гетьманату складалася з випускників Пкк. Більшість із них Павло Петрович знав ще по військовим діям проти Японії. Заклад було закрито у лютому 1919 року. Під час захоплення Полтави денікінцями відновлював роботу (липень 1919 року). Остаточно припинив діяльність 19 листопада 1919 року у зв'язку з евакуацією в Сербію, де на його базі було створено російську школу. У червні — липні 1919 року в приміщенні діяли Полтавські піхотні курси (другі). У 1920 році у будинку розмістилася піхотна школа, в якій у 1920—1922 роках навчався Микола Ватутін. Наступним періодом відродження 1958-го стало розміщення на території колишнього корпусу Полтавського вищого зенітного ракетного командного училища котре було розформовано у 1995 році.

### За часів Незалежності
Після розформування училища будівля корпусу перейшла до власності приватної особи з Ізраїлю тож довгі роки точилась судова тяганина мерії міста з ПП «Авна Трейдінг». Великий внесок у процес повернення історичної пам'ятки робить краєзнавець Б. Ю. Трістанов котрий організував громадські виступи, «Комітет з порятунку будівлі Кадетського корпусу» тощо. Загалом з періоду 1995 року будівля без належного нагляду дійшла до жалюгідного стану й потребує значних реставраційних робіт. У 2016—2017 роках у будівлі неодноразово влаштовували зумисні підпали. У липні 2018-го було закладено кошти на консервацію/реставрацію будови. Від жовтня того ж року згідно рішення ПМР будівлю передано на баланс ДСА.